# Aeropuerto Devi Ahilyabai Holkar
El Aeropuerto Devi Ahilyabai Holkar (en hindi: देवी अहिल्या बाई होलकर विमानतल, इंदौर, en maratí: देवी अहिल्या बाई होळकर विमानतळ, इन्दुर, en urdu: دفع أهلية بي هولكار هاواي عددا ، اندور‎) (IATA: IDR, OACI: VAID) es el aeropuerto con más movimientos del estado de Madhya Pradesh de India y se encuentra a ocho kilómetros al sureste de Indore. Está dirigido por la Dirección de Aeropuertos de India. Los planes de desarrollo llevaron a este aeropuerto a convertirse en internacional en el año 2009. Actualmente está en proceso una ampliación de pista.
El aeropuerto recibe su nombre en honor a Devi Ahilyabai Holkar (o Ahilya Bai Holkar), legislador de Indore y las regiones adjuntas desde 1767 a 1795.
Desde 2008, los vuelos chárter estacionales del Haj son también operados desde Indore.

## Aerolíneas y destinos
| Aerolíneas        | Destinos |
| ----------------- | --- |
| Air India         | Delhi, Bombay |
| Air India Express | Dubai–Internacional, Sharjah |
| Alliance Air      | Ahmedabad, Delhi, Bombay, Goa–Dabolim, Gwalior |
| IndiGo            | Ahmedabad, Bangalore, Bombay, Calcuta, Chandigarh, Chennai, Delhi, Goa–Dabolim, Hyderabad, Jabalpur, Jaipur, Jammu, Jodhpur, Lucknow, Nagpur, Nashik, Pune, Raipur, Rajkot, Shirdi, Surat, Udaipur, Varanasi (inicia 31 de marzo de 2024) |
| Star Air          | Belgaum, Kishangarh |
| Vistara           | Delhi |

## Estadísticas
Ver fuente y consulta Wikidata.